# Pakosław Kazimierz Lanckoroński
Pakosław Kazimierz Lanckoroński z Brzezia herbu Zadora (ur. ok. 1623, zm. 30 czerwca 1702) – podstoli krakowski od 1672 roku (zrezygnował przed 12 października 1681 roku), kanonik krakowski w 1690 roku, proboszcz oświęcimski w 1682 roku, poseł na sejmy, rotmistrz wojska powiatowego województwa krakowskiego w 1672 roku.

## Życiorys
Był synem Samuela Lanckorońskiego i Zofii Firlej (zm. 1645) herbu Lewart, bratem Wespazjana, Zbigniewa, Stanisława. 
W  1639 studiował w Akademii Krakowskiej. W służył w chorągwi husarskiej hetmana polnego Stanisława Lanckorońskiego, a w bitwie z Kozakami pod Bracławiem w 1651 uratował hetmanowi życie. Potem pełnił różne funkcje, głównie w województwie  krakowskim. W r. 1655 był marszałkiem powiatu proszowickiego. Wchodził w skład delegacji województwa krakowskiego, która pertraktowała ze Szwedami o poddanie Krakowa.
W 1658  był dworzaninem królewskim, w latach 1658–1659 i 1661 deputatem do sądów podatkowych, posłem sejmikowym do wojska w latach 1662 i 1666. Wziął udział w rokoszu Lubomirskiego. Był rotmistrzem pospolitego ruszenia powiatu księskiego w latach 1666, 1668 i 1670, posłem województwa krakowskiego na sejmy w 1667, 1672, 1673 i 1676. Poseł sejmiku proszowickiego na sejm 1677 roku. Był sędzią kapturowym w  1668, elektorem Michała Korybuta Wiśniowieckiego i Jana III Sobieskiego, marszałkiem sejmiku krakowskiego w 1676, deputatem na Trybunał Koronny w 1673 i 1678. W 1672 został podstolim krakowskim. W r. 1665 sejmik ten zwolnił miasteczko Lanckorońskiego Włodzisław od podatków na 6 lat, w 1671 na kolejne 2 lata, a w 1676 na następne 12 lat. 
Żonaty od 1655 z Anną Dembińską (zm. 1681) podkomorzanka krakowską ojciec dwóch synów Franciszka i Samuela, po śmierci żony został księdzem. W r. 1682 był proboszczem oświęcimskim, w 1690 kanonikiem krakowskim i deputatem kapituły do Trybunału Koronnego W latach 1691–1699 był kustoszem skarbu koronnego i długo wzbraniał się przed wydaniem klejnotów do koronacji Augusta II Mocnego. Jako kanonik krakowski dzierżawił klucz sławkowski, którego zrzekł się przed śmiercią w 1702.